# Japanse reuzenkrab
De Japanse reuzenkrab (Macrocheira kaempferi) is een krab uit de familie Inachidae, ook wel spinkrabben genoemd.

## Beschrijving
Deze reusachtige krab is alleen vanwege de afmetingen al een monsterlijke verschijning en de bouw lijkt op die van een spin waardoor de krab veel mensen nog meer schrik aanjaagt. De poten zijn verhoudingsgewijs zeer lang en dun en hebben een puntig uiteinde. Het rugschild is enigszins driehoekig van vorm, ongeveer 30 centimeter in doorsnede en voorzien van stekels en knobbels met aan de voorzijde enkele tanden. De spanwijdte van de voorste poten met de scharen is 4 meter, hoewel de scharen relatief klein zijn. De soort beweegt zich heel langzaam voort over de zeebodem.

## Algemeen
De Japanse reuzenkrab leeft op een diepte van 200 tot 300 meter langs de kusten van Japan, China en Taiwan en wordt soms in grote aantallen aangetroffen. De eitjes worden afgezet in ondiepere delen waardoor men de krabben vlak voor de kust kan aantreffen. Deze soort wordt bevist, maar het vlees is niet zo smakelijk als van veel andere krabbensoorten en veel dieren worden tot souvenir verwerkt. Ondanks zijn enorme omvang en soms angstaanjagend uiterlijk zijn ze niet agressief tegen mensen.

## Reuzenkrabben in Nederland
Vanaf augustus 2010 was een levend exemplaar van deze reuzenkrabben te zien in Sea Life Scheveningen. Deze heeft de naam Crabzilla. In 2011 is deze vertrokken naar Sealife Paris. Een opgezet exemplaar werd in 1998 geschonken aan  Naturalis in Leiden.
In juli 2013 kreeg Sea Life Scheveningen weer een Japanse reuzenkrab. De nieuwe krab is Alexander genoemd en had een spanwijdte van 3,5 meter. Alexander had een eigen aquarium van 12.750 liter gekregen, de acryl ramen daarvan zijn 5 cm dik. De krab reageerde in eerste instantie goed op de verhuizing naar Sea Life, maar de krab overleed alsnog zeer kort na aankomst.
In Scheveningen is een opgezet exemplaar te bezichtigen in Muzee Scheveningen.